# Wysoki komisarz Narodów Zjednoczonych do spraw praw człowieka
Wysoki komisarz Narodów Zjednoczonych do spraw praw człowieka, UNHCHR (od ang. United Nations High Commissioner for Human Rights) – urząd Organizacji Narodów Zjednoczonych powołany 20 grudnia 1993 roku z inicjatywy działaczy organizacji pozarządowych, głównie Human Rights Watch oraz Amnesty International podczas Światowej Konferencji Praw Człowieka w Wiedniu, w celu sprawniejszej koordynacji działań ONZ w zakresie dotyczącym praw człowieka.
Komisarza mianuje sekretarz generalny ONZ, co zatwierdza Zgromadzenie Ogólne ONZ. Mianowanie następuje na czas 4 lat, z możliwością przedłużenia o dalsze 4 lata. 
Siedzibą biura wysokiego komisarza Narodów Zjednoczonych do spraw praw człowieka jest Genewa. Pełni ono rolę sekretariatu Rady Praw Człowieka. 

## Poczet komisarzy
1. José Ayala Lasso (1994–1997), Ekwador
2. Mary Robinson (1997–2002), Irlandia
3. Sérgio Vieira de Mello (2002–2003), Brazylia
4. Bertrand G. Ramcharan (2003–2004), Gujana
5. Louise Arbour (2004–2008), Kanada
6. Navanethem Pillay (2008-2014), RPA
7. Zeid Ra’ad Al-Hussein (2014–2018)[2] Jordania
8. Michelle Bachelet (2018–2022)[3], Chile
9. Volker Türk (od 2022)[4], Austria